# Le Renard et les Raisins
Le Renard et les Raisins est la onzième fable du livre III de Jean de La Fontaine situé dans le premier recueil des Fables de La Fontaine, édité pour la première fois en 1668. Cette histoire s'inspire d'un texte en grec d'Ésope, repris en latin par Phèdre puis repris à la Renaissance par l'humaniste Faërne. Charles Perrault écrit plus tard une version du Renard et des Raisins (fable 27 du Labyrinthe de Versailles), en 1677, d'après Ésope.

## Texte de la fable
LE RENARD ET LES RAISINS
[Ésope, + Phèdre, + Faërne ]
Certain Renard Gascon, d'autres disent Normand,

Mourant presque de faim, vit au haut d'une treille 

Des raisins mûrs apparemment,

Et couverts d'une peau vermeille.

Le galant en eût fait volontiers un repas ;

Mais comme il n'y pouvait atteindre :

« Ils sont trop verts, dit-il, et bons pour des goujats. »

Fit-il pas mieux que de se plaindre ?
— Jean de La Fontaine, Fables de La Fontaine, Le Renard et les Raisins

## Vocabulaire
- Gascon / Normand : le Gascon est hâbleur, vantard, fanfaron et querelleur ; le Normand est renfermé et rusé, refuse de s'engager ouvertement

- Apparemment : d'après leur apparence

- Galant : rusé, coquin, habile et dangereux

- Goujat : valet d'armée et, au figuré, homme grossier et stupide

- Fit-il pas : la poésie, et même le style oratoire suppriment quelquefois « ne » dans les interrogations, témoins Jean Racine dans Esther, vers 637 : « Suis-je pas votre frère ? » et Bossuet : « Veux-tu pas bannir de ton cœur l'envie qui te ronge ? »

## Interprétations
Cette fable est la plus courte écrite par La Fontaine. Dans une perspective psychanalytique elle illustre le déni comme réaction aux frustrations douloureuses  issues des conflits entre nécessité, besoin ou désir, et de l'incapacité à les satisfaire[citation nécessaire]. Prise sous l'angle de la psychologie sociale elle illustre la réduction de la dissonance cognitive par le changement de locus de contrôle[citation nécessaire] ; le renard finit par se convaincre qu'il ne mange pas les raisins non parce qu'ils sont hors de sa portée mais parce qu'ils sont trop verts.

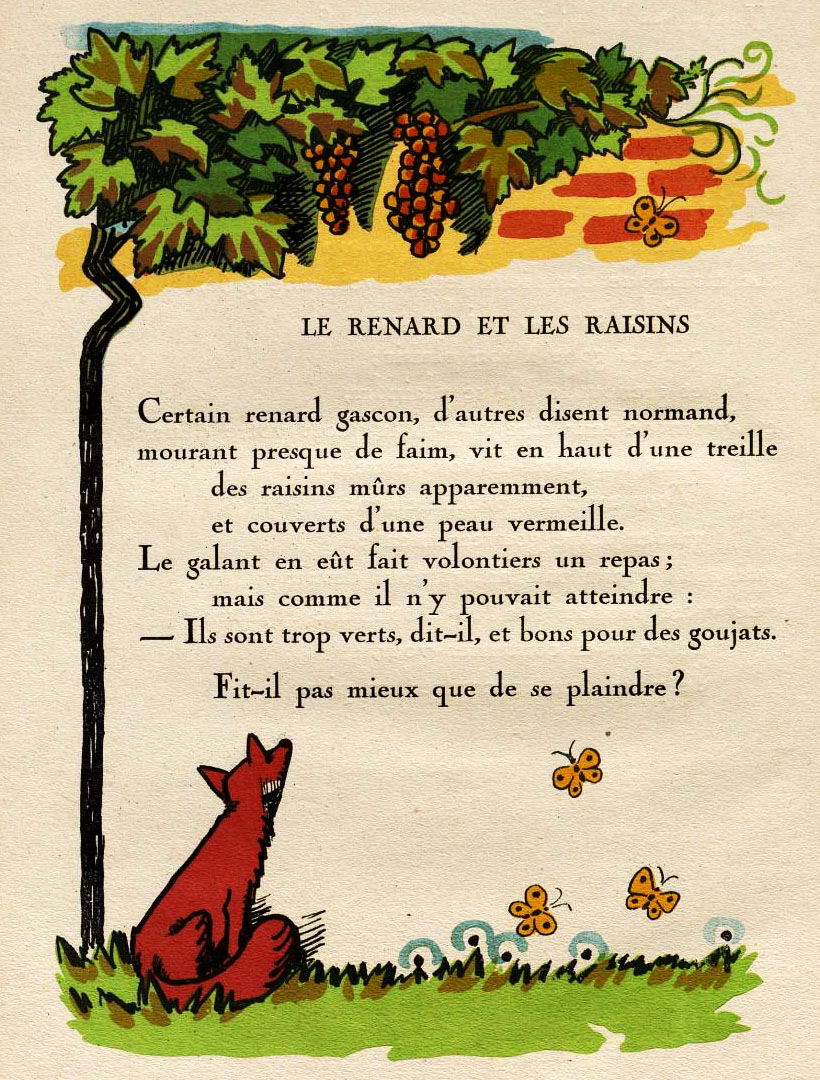
Illustration d'André Hellé (1946)

## Illustrations
Elle est le sujet de nombreux commentaires et illustrations, du XVIIe siècle à nos jours.

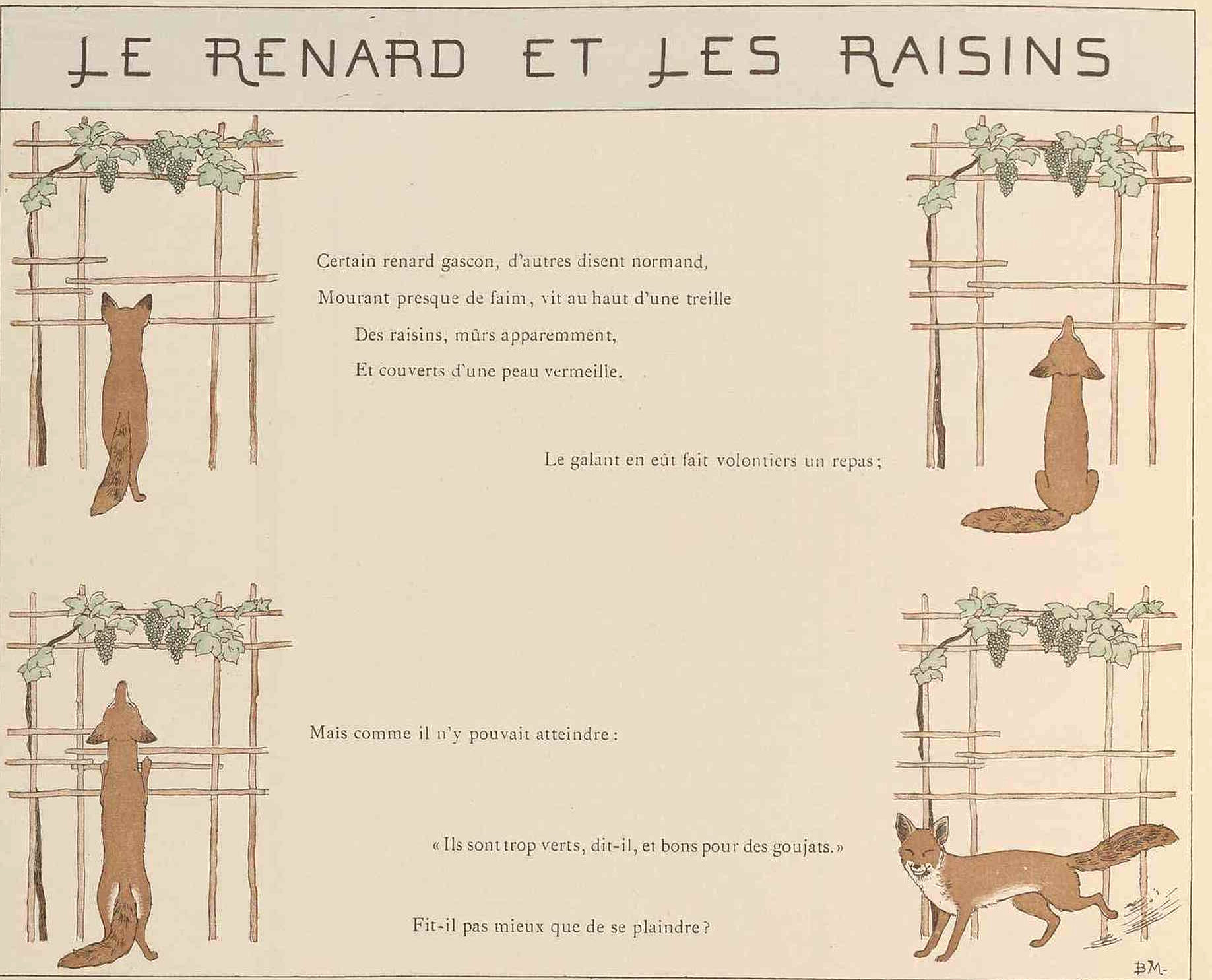
Boutet de Monvel
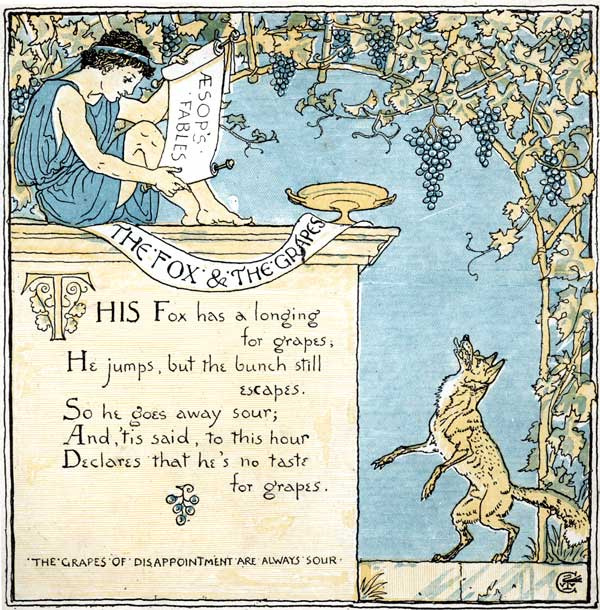
Walter Crane, 1900
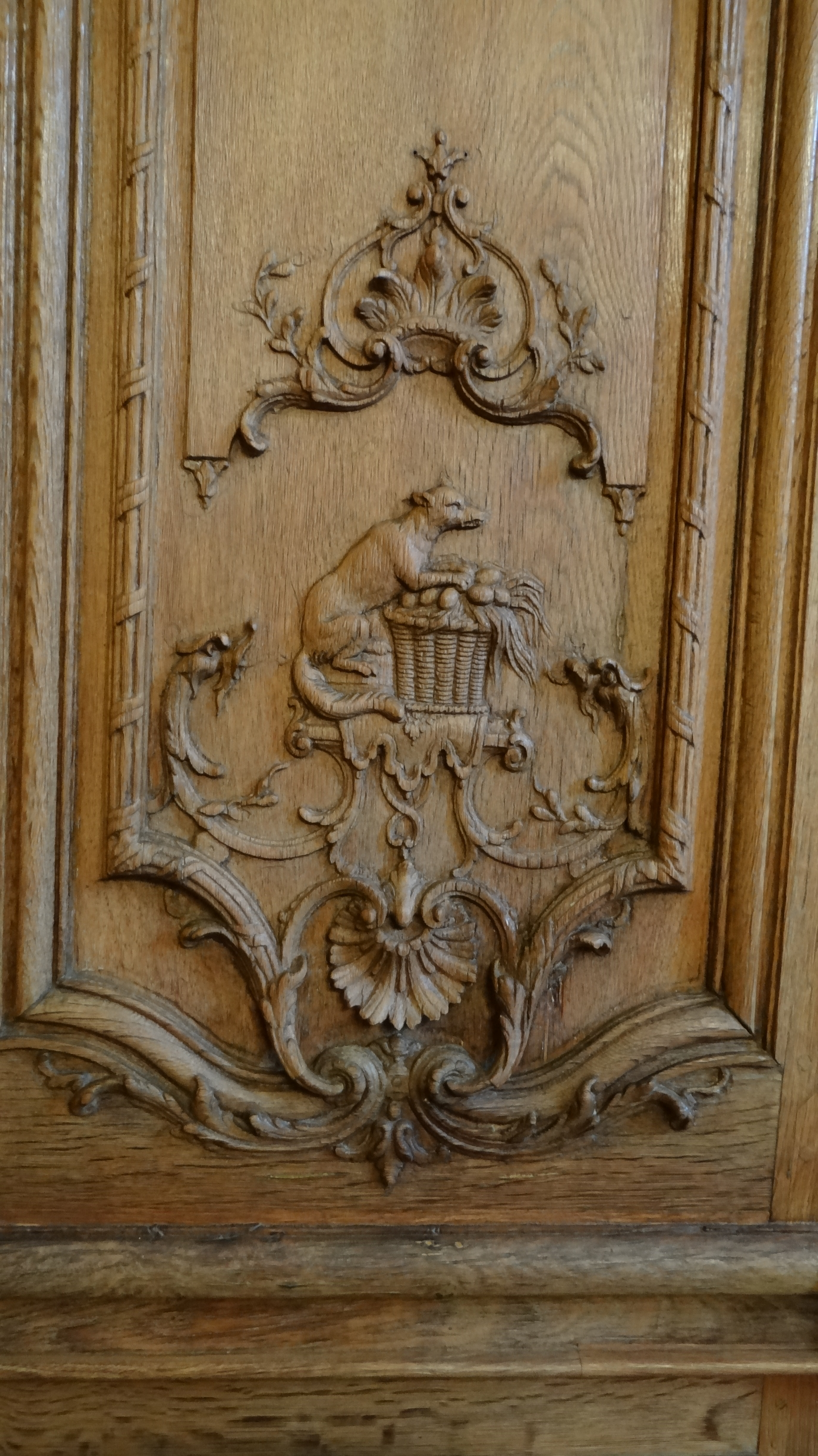
Boiseries de la salle à manger de l'Hôtel de Noirmoutier, Paris
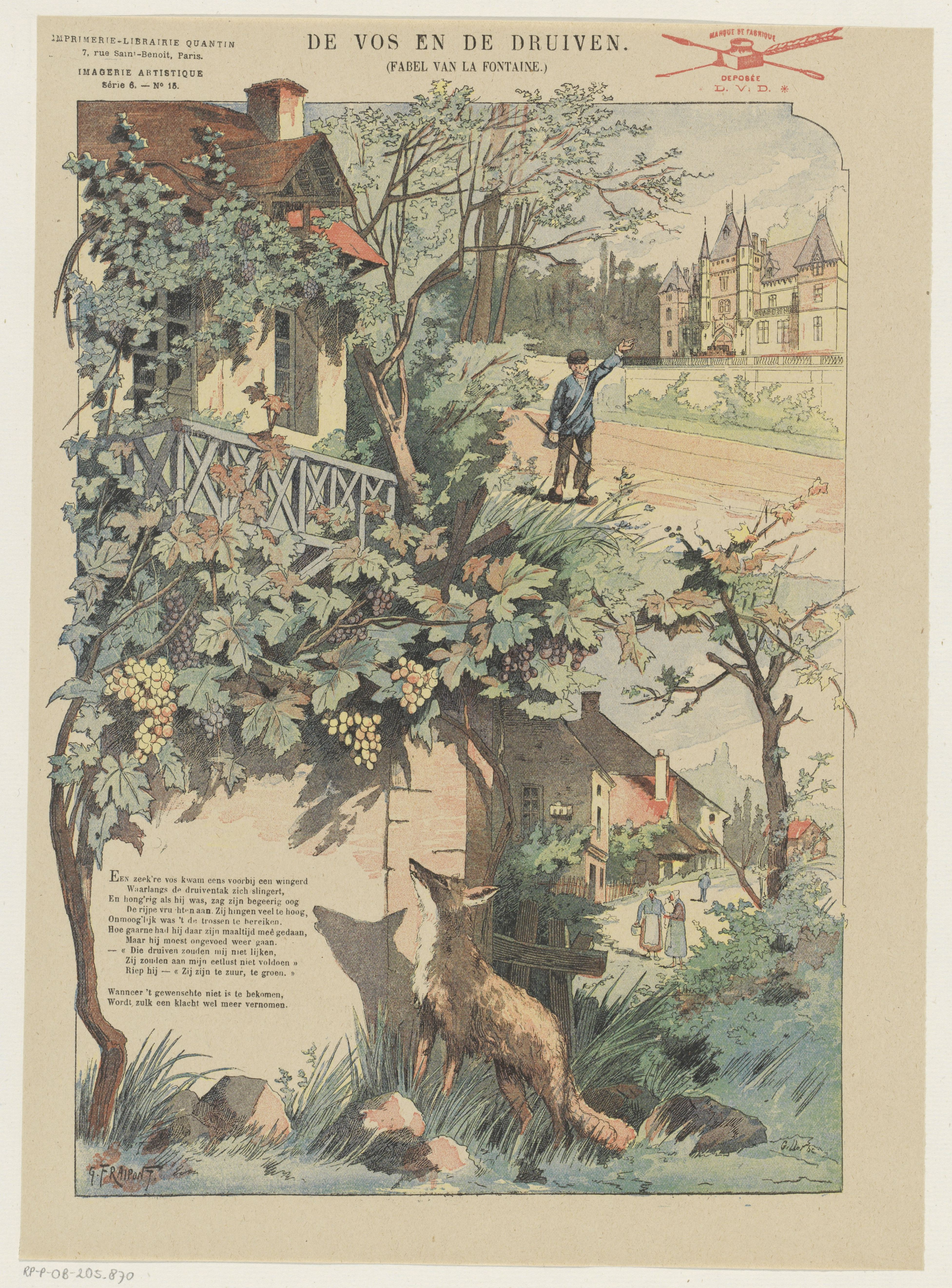
illustration de Gustave Fraipont, traduction en néerlandais
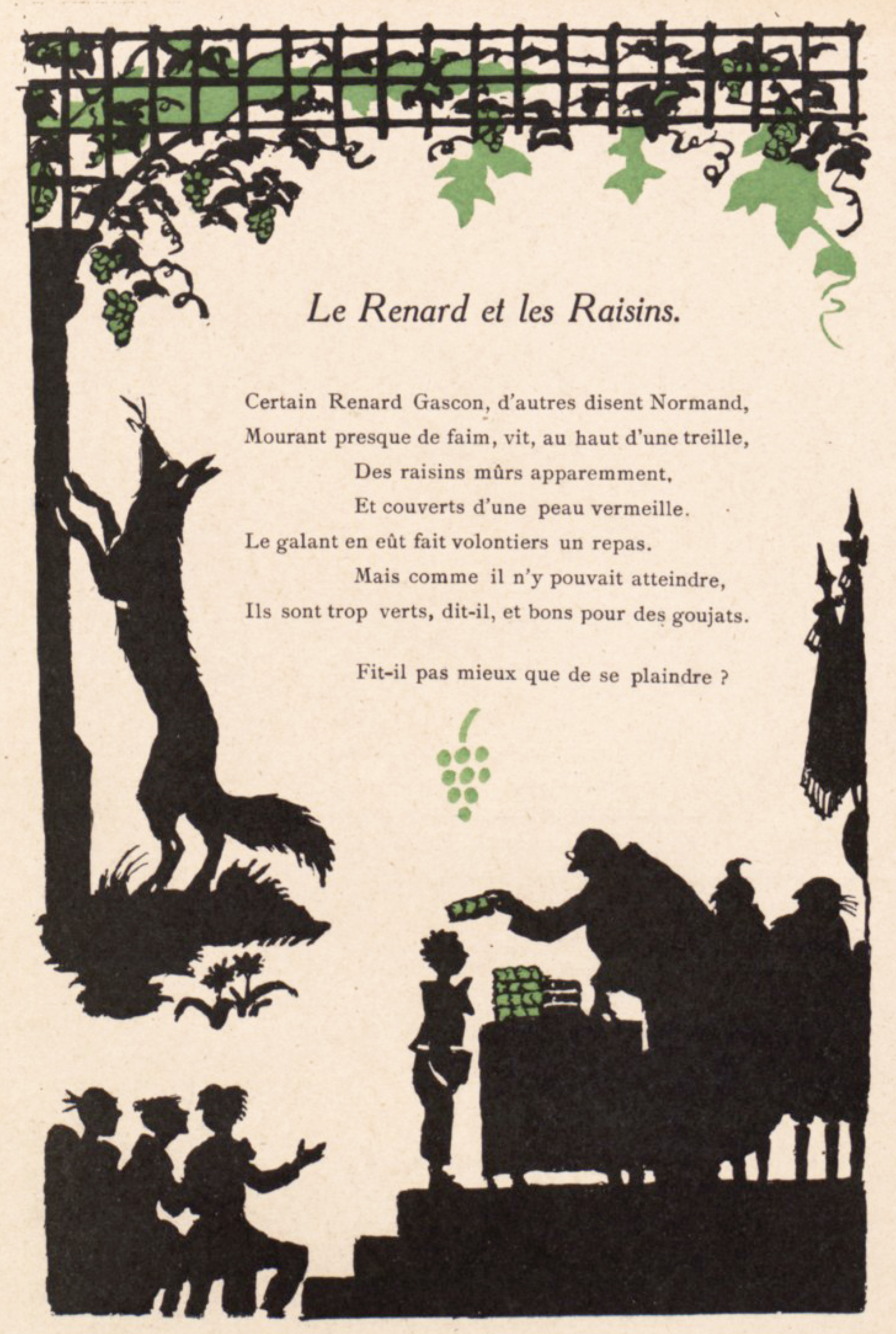
Illustration en silhouettes d'Henri Avelot (1932).

## Mise en musique
- Benjamin Godard (1872)
- Charles Lecocq (1885)